# Adeline Boutain
Adeline Boutain, nata come Joséphine Adeline Julia Libaux (Machecoul, 11 aprile 1862 – Croix-de-Vie, 13 febbraio 1946) è stata una fotografa francese. Fu anche un'editrice di cartoline illustrate con le sue fotografie che vendeva nei propri empori

## Biografia
Figlia di Yves Laurent, un mandriano, e di Antoinette Boutain. All'età di 19 anni, nel 1881, sposò a Machecoul il cugino di primo grado Yves Gaspard Boutain, pasticcere, residente a Pornic da cui ebbe due figli: Yves Joseph Marie nel 1882 e Jules Rodolphe l'anno successivo. La coppia si stabilì a Croix-de-Vie dove aprì una pasticceria che gestirono entrambi fino al momento della morte del marito, avvenuta l'11 settembre 1895. Adeline decise quindi di aprire un negozio di attrezzatura da spiaggia e da pesca, che chiamò "Grand Bazar de la Tentation" e dove impiegò anche la madre e la sorella. Qualche tempo dopo aprirono un altro bazar a Les Sables-d'Olonne.

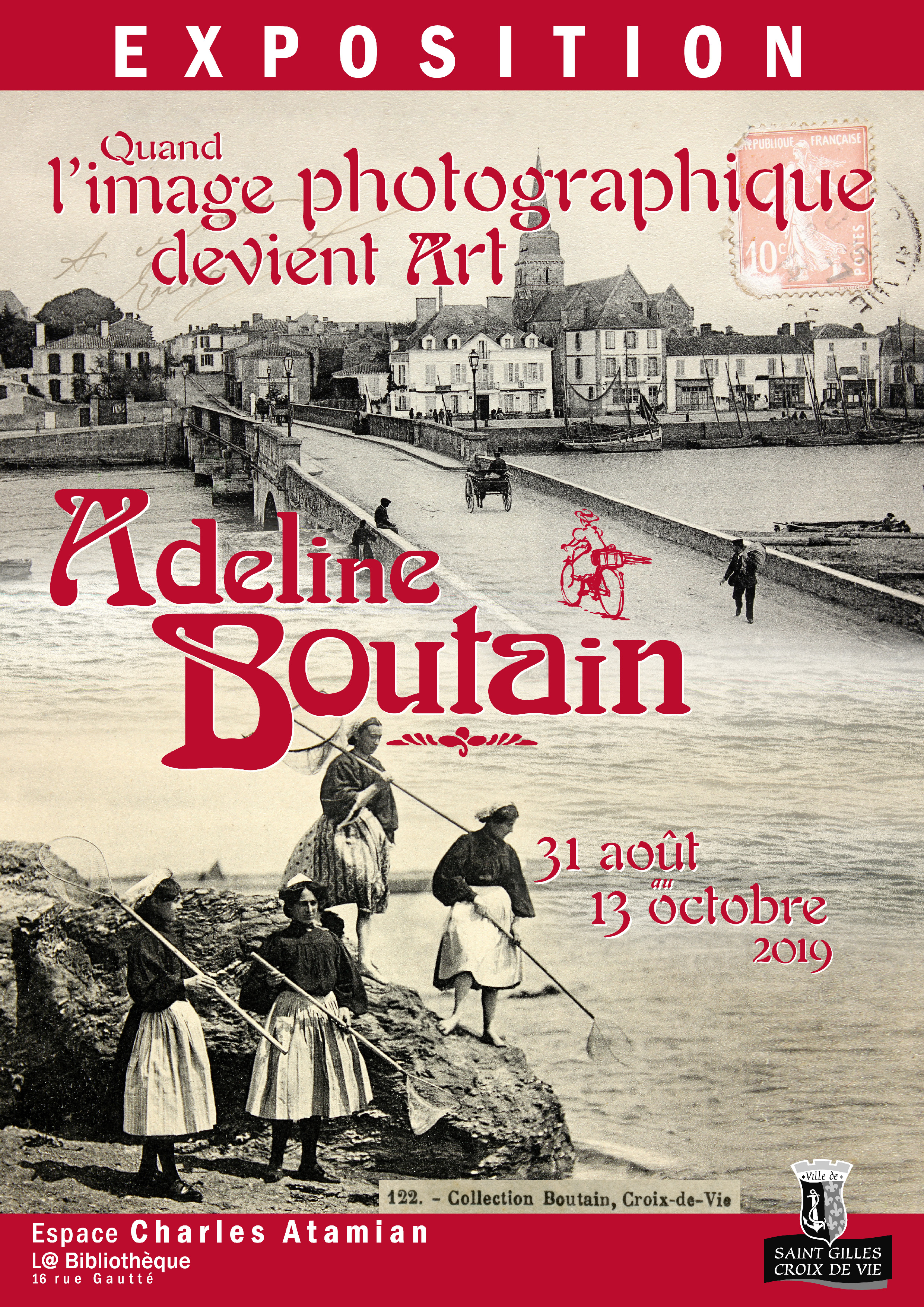
Mostra di Adeline Boutain, 2019

Non sappiamo né quando né come abbia imparato la fotografia, è noto che già nel 1902 vendeva le cartoline con le sue fotografie in cui erano riprese scene di Croix-de-Vie e delle vedute circostanti e che questa attività continuò senza sosta fino agli anni Venti. L'importanza delle immagini della Boutain risiede soprattutto nella documentazione paesaggistica e marittima delle due cittadine di Croix-de-Vie e di Saint-Gilles prima che diventassero un'unica città nel 1967.
Mentre per il piccolo formato delle cartoline scelse la carta fotografica denominata "Plaques photographiques Guilleminot", tipica per aver sul retro il marchio di un ferro di cavallo con in mazzo la testa dell'animale, per le stampe più grandi, usando la collotipia con le sue lastre di vetro negative, preferì uno stampatore di grande livello come fu Albert Bergeret (1859-1932) che, nel periodo di massimo splendore nel 1905, la sua ditta ebbe ben 400 dipendenti.
Tra le sue foto vanno ricordate le cartoline con i ritratti scattati su commissione, sia all'aperto che in studio, tra i quali vediamo famiglie di pescatori, armatori, persone della borghesia in vacanza.
Nel 2023 la Regione dei Paesi della Loira ha voluto rendere omaggio alla fotografa intitolando a suo nome il liceo di Saint-Gilles-Croix-de-Vie. Nell'occasione è stata realizzata una mostra retrospettiva nella quale Marlène Wiart, storica locale, ha detto che "[Adeline Boutain] era un'avanguardia, ha fatto avanzare la condizione della donna diventando fotografa, pur vivendo sola con i suoi figli". Secondo Josette Alabert, responsabile del patrimonio della città, "decide di prendere in mano il suo destino e con i soldi della vendita [della pasticceria dopo la morte del marito], acquista la sua attrezzatura fotografica [...] Nel retro del negozio [Grand Bazar delle Tentazioni] allestisce uno studio fotografico, dove sviluppa e scatta le sue straordinarie foto".

## Galleria d'immagini

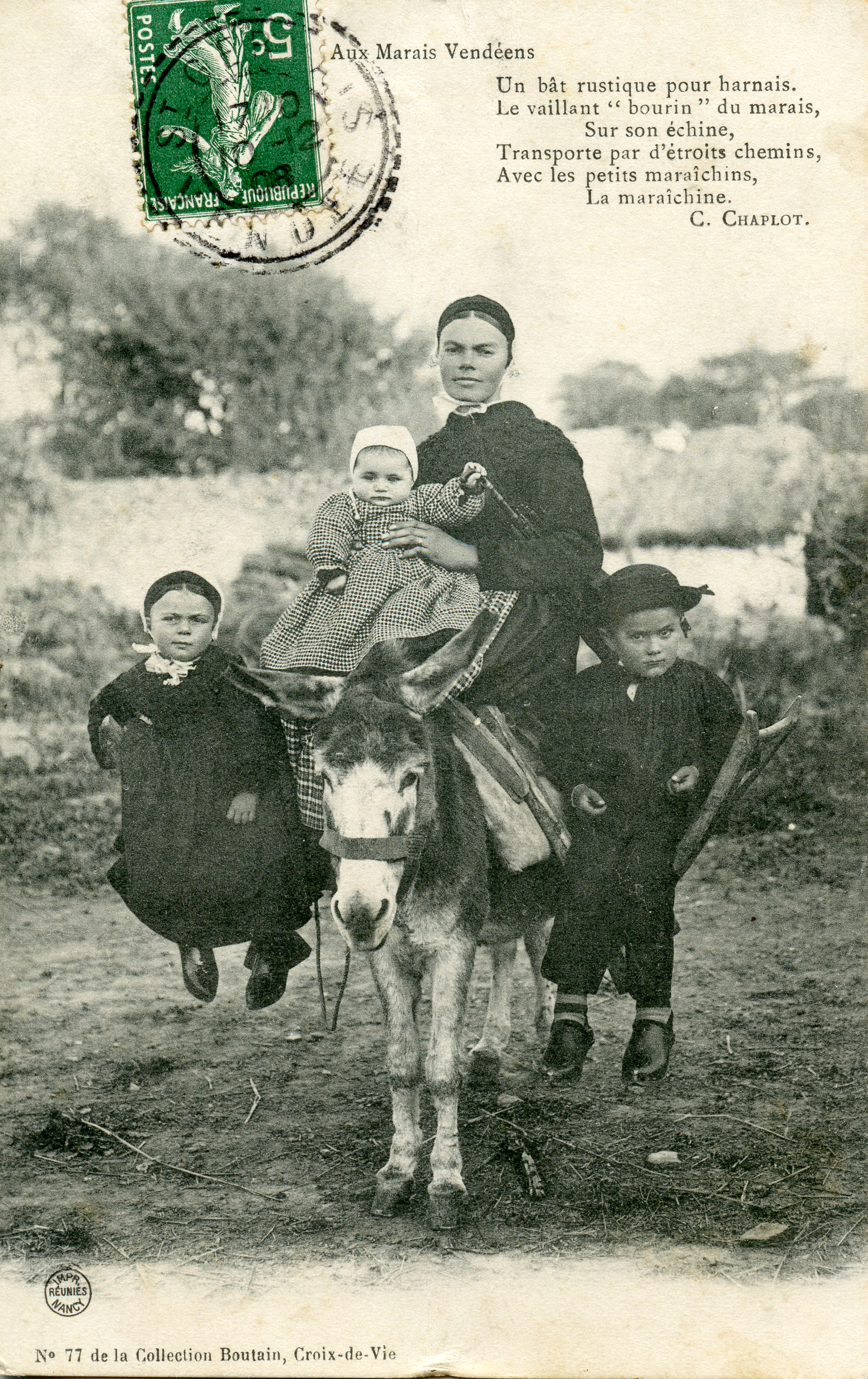
Cartolina viaggiata di una ragazza del Marais della Vandea, con i figli e il mulo, 1908
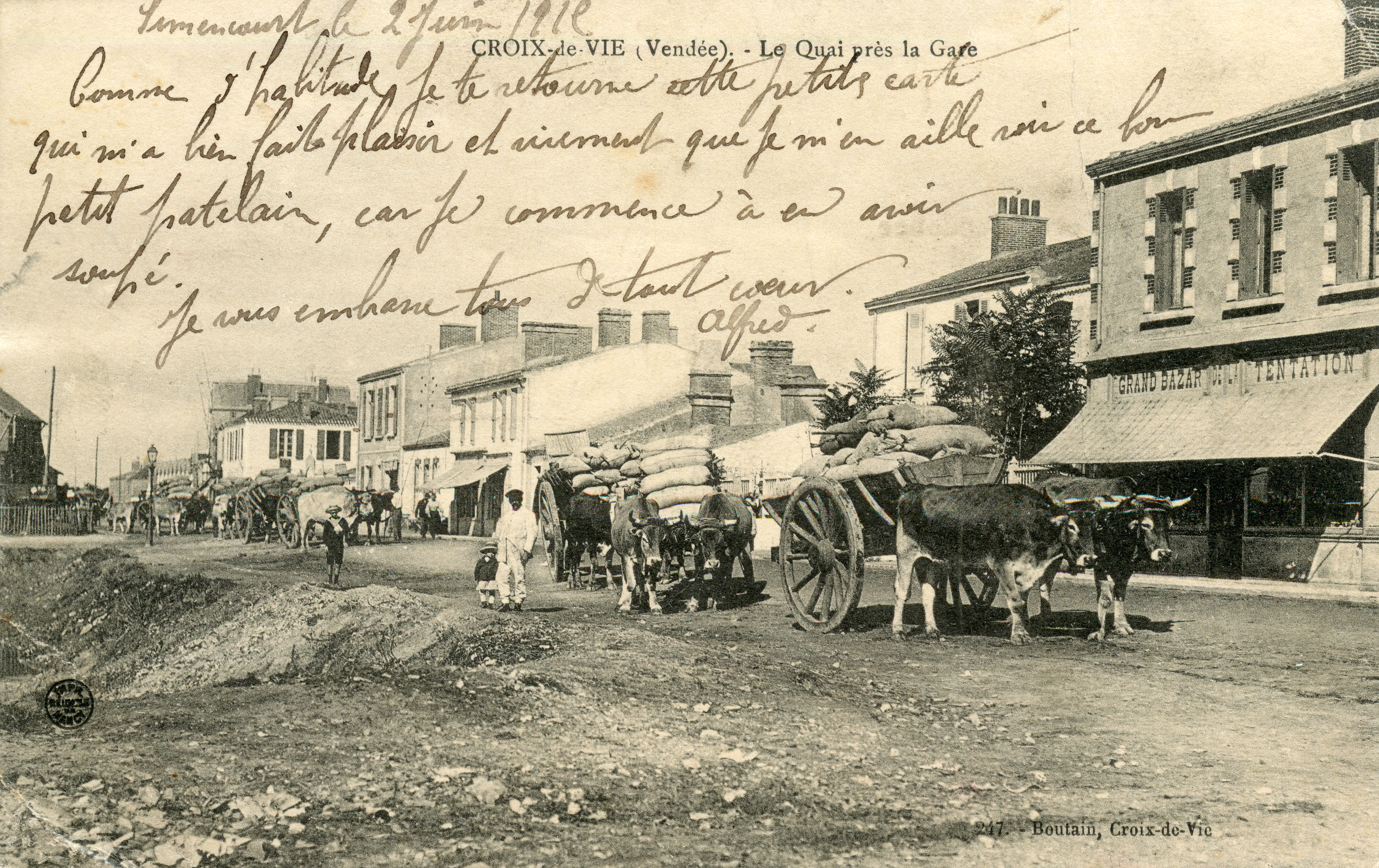
Grand Bazar de la Tentation in una cartolina viaggiata, 1919 circa
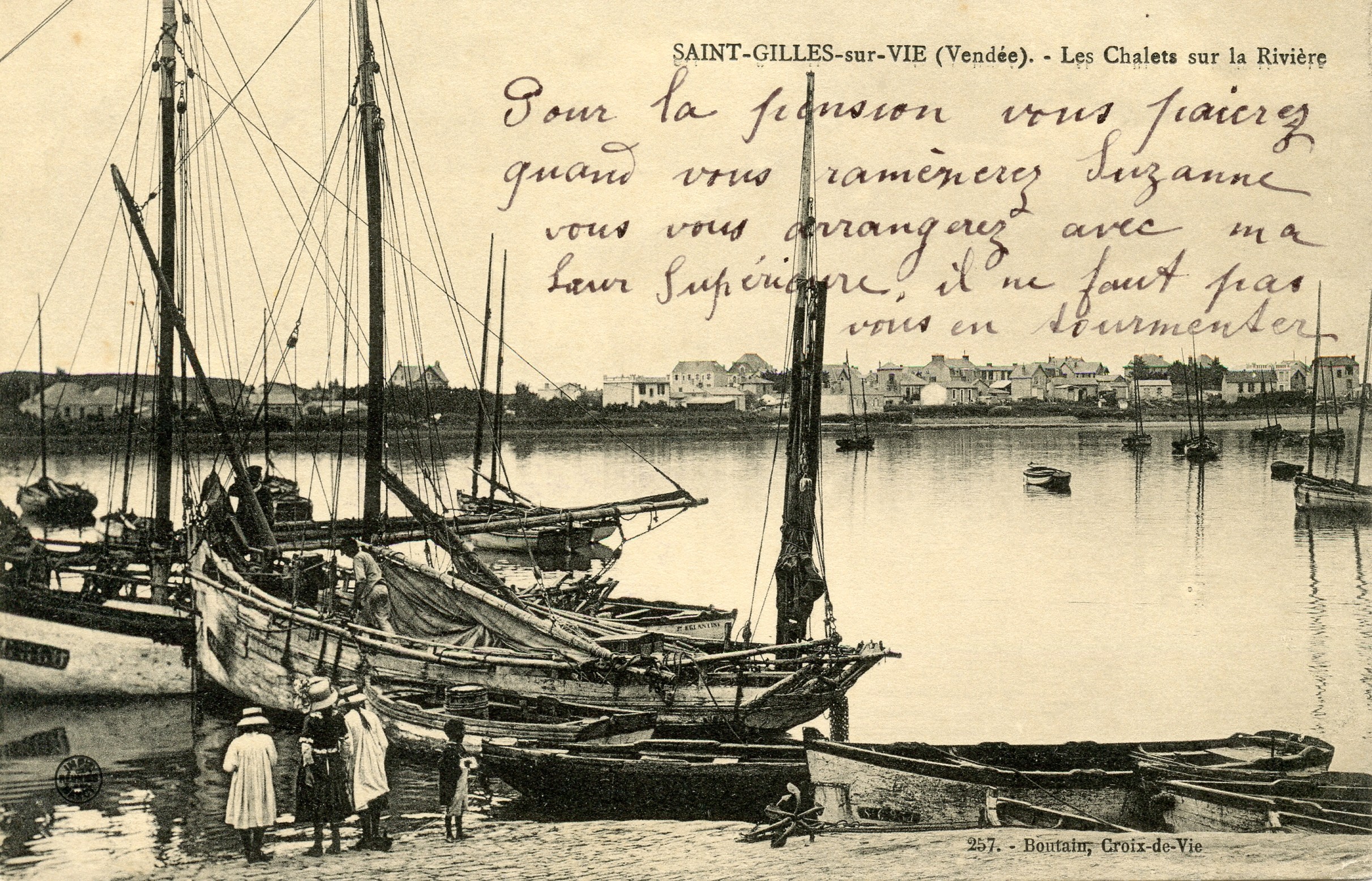
Saint-Gilles, cartolina viaggiata, data ignota
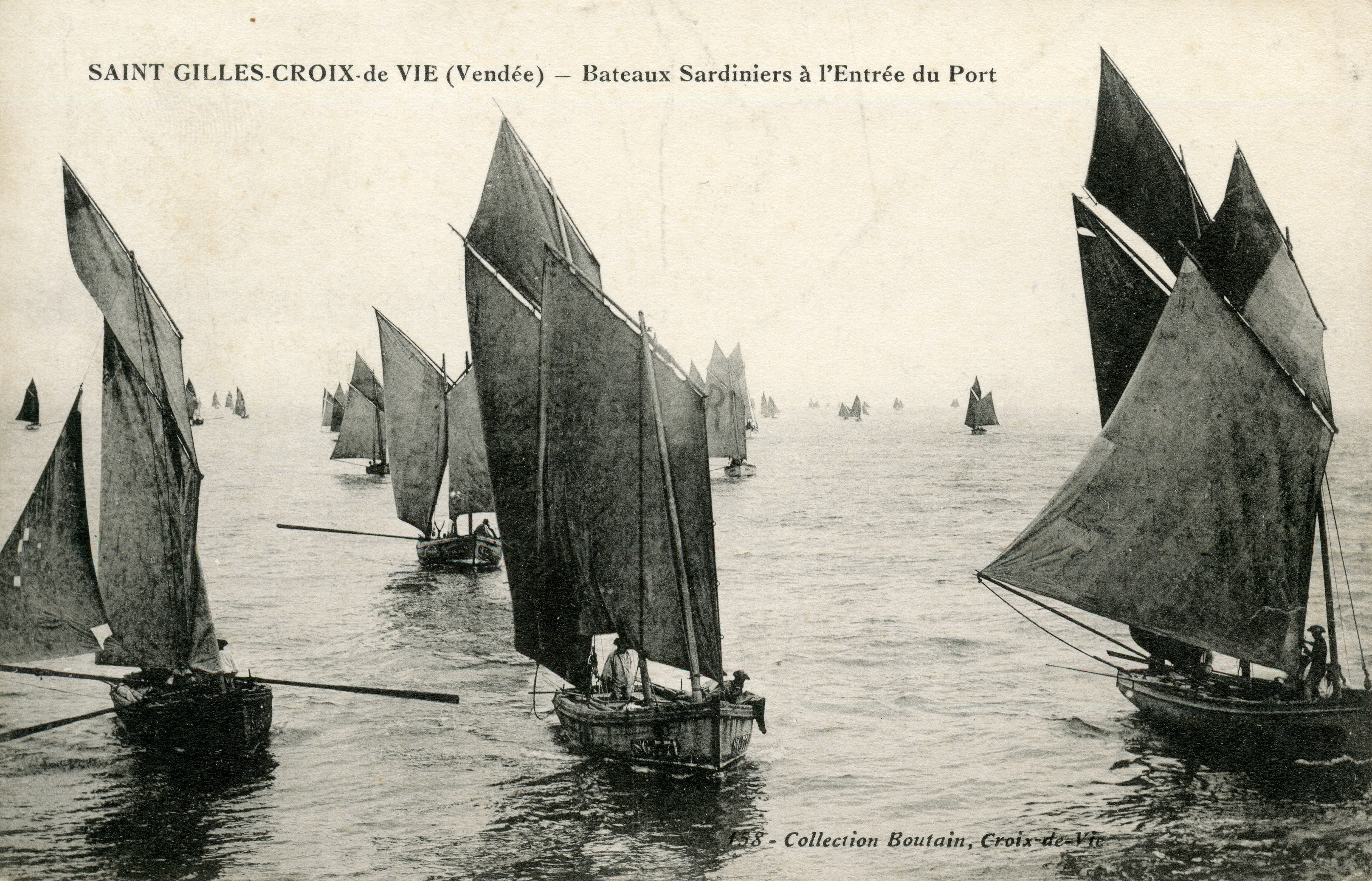
Saint-Gilles, cartolina, barche per la pesca alle sardine rientrano in porto, data ignota
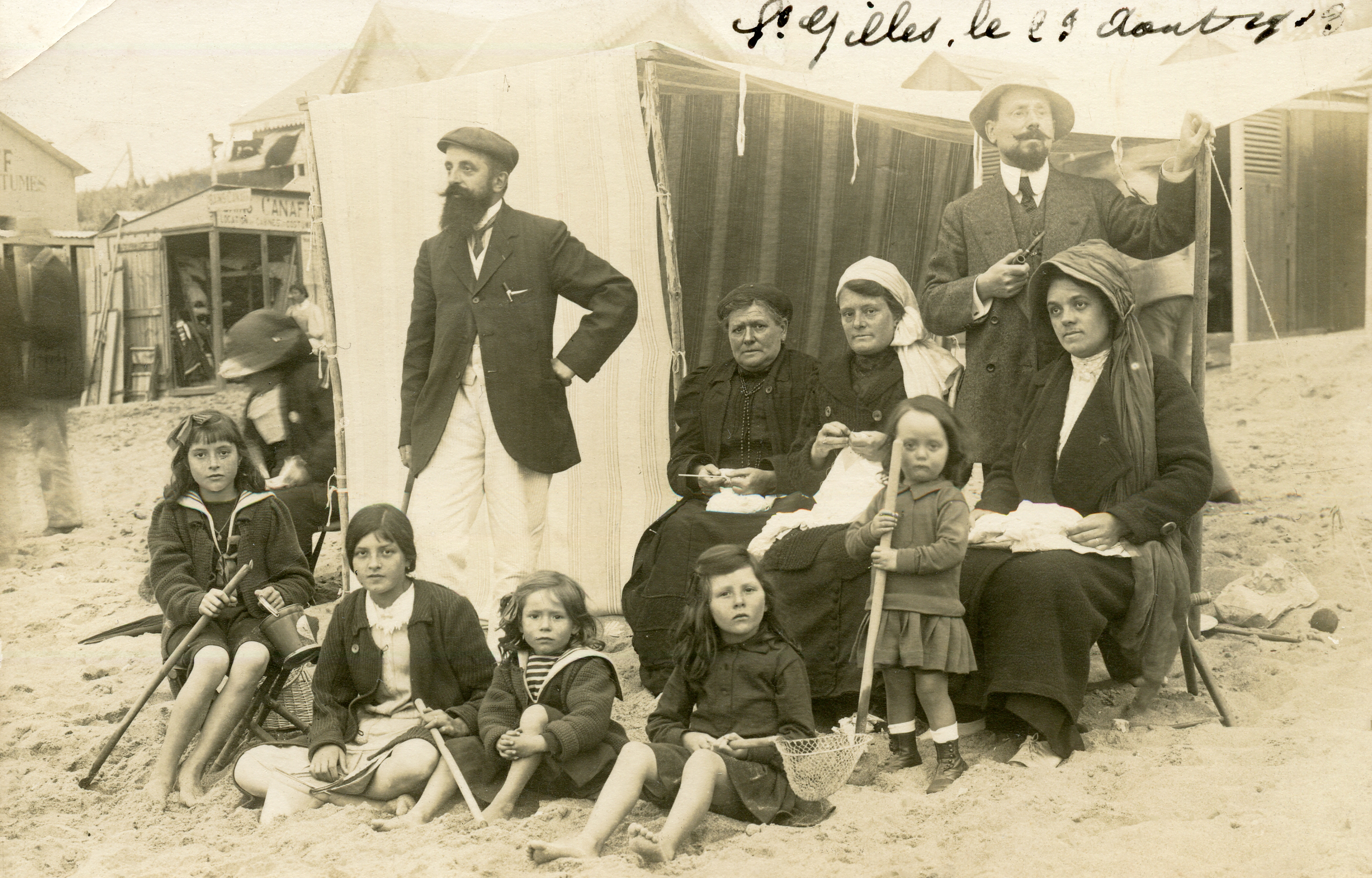
Famiglia di villeggianti, cartolina, data ignota
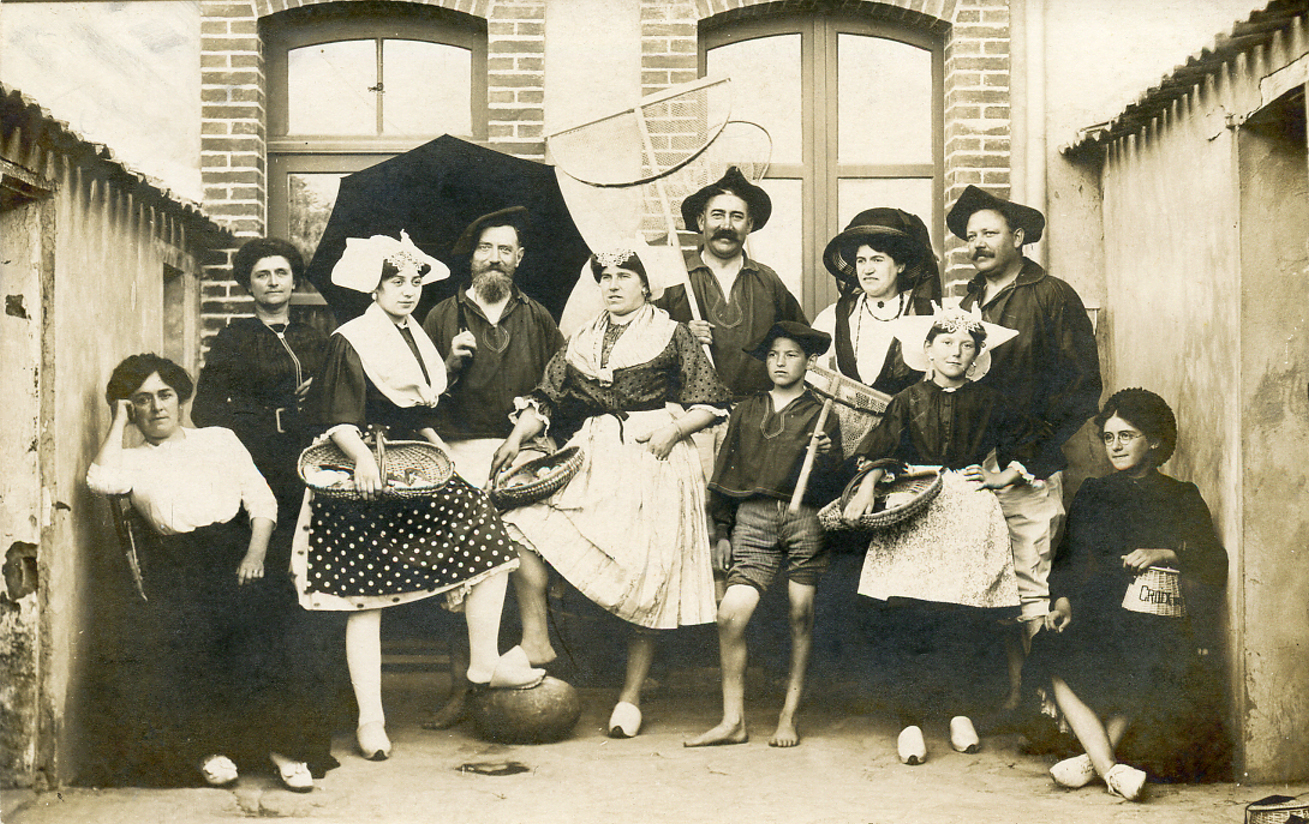
Famiglia di pescatori di Croix-de-Vie nel tipico costume, data ignota